# Pavé de Saulzoir à Verchain-Maugré
Der Sektor Pavé de Saulzoir à Verchain-Maugré ist ein 1200 Meter langer mit Kopfsteinen gepflasterter Weg, welcher bei Paris–Roubaix von Saulzoir in Richtung Verchain-Maugré befahren wird.

## Charakteristik
Der Sektor Pavé de Saulzoir à Verchain-Maugré ist mit der Schwierigkeitsstufe von 2 Sternen ausgezeichnet. Der Sektor steigt am Anfang minimal an und fällt zum Ende hin wieder ab.

## Geschichte
Der Sektor wurde bis 2004 regelmäßig bei Paris–Roubaix gefahren. Bei der Tour de France 2015 wurde der Sektor auf der 4. Etappe als vierter von sieben Pavè-Sektoren in umgekehrter Fahrrichtung befahren. Tony Martin konnte diese Etappe gewinnen und damit das gelbe Trikot übernehmen. Letztmalig wurde der Abschnitt bei Paris–Roubaix 2022 beim Sieg von Dylan van Baarle befahren.